# Agnes de Mille
Agnes George de Mille (Nova York, Estats Units d'Amèrica, 18 de setembre de 1905 – ibídem, 7 d'octubre de 1993) fou una ballarina i coreògrafa estatunidenca.

## Biografia
Agnes de Mille va néixer a la ciutat de Nova York en una família relacionada amb professionals del teatre. El seu pare, William C. deMille, i el seu oncle, Cecil B. DeMille, van ser ambdós directors de cinema a Hollywood. La seva mare, Anna Angela George, era la filla d'Henry George, un reconegut economista. Per part de pare, Agnes era la neta dels guionistes Henry Churchill de Mille i de Matilda Beatrice deMille. La seva àvia paternal fou jueva.
De jove volia esdevenir una actriu, però tan bon punt li van suggerir que potser no era prou bona com a actriu, va girar la seva atenció cap al ball. De petita havia desitjat ballar, però la dansa en aquells temps era considerava una activitat més que una opció de carrera viable, per la qual cosa els seus pares es van negar a permetre-li que s'hi dediqués. No va considerar seriosament el ball com a carrera fins que es va graduar a la universitat. Quan la menor de les germanes va rebre classes de ballet, per curar els seus peus plans, Agnes es va unir a ella. Agnes, però, no tenia ni prou flexibilitat ni prou tècnica, com tampoc tenia un cos de ballarina clàssica. El ballet clàssic era la forma de ball més coneguda en aquell moment, i l'aparent manca d'habilitat d'Agnes limitava les seves oportunitats. Va aprendre veient les artistes de cinema al platós d'Hollywood on dirigien el seu pare i el seu oncle. Va ser així com va desenvolupar un fort caràcter i va treballar unes actuacions prou convincents. Un dels seus primers treballs, aconseguit gràcies al seu pare, va ser la coreografia de la pel·lícula Cleopatra (1934) de Cecil B. DeMille. El director de dansa de la pel·lícula, LeRoy Prinz, es va enfrontar a la jove Agnes comptant amb el suport del director DeMille, la qual cosa va obligar Agnes a abandonar la pel·lícula.
De Mille es va graduar a UCLA amb un grau en anglès. En aquesta universitat fou membre de la fraternitat Kappa Alfa Theta. En 1933 es va traslladar a Londres per estudiar amb Marie Rambert, treballant eventualment per la seva companyia, la The Ballet Club (més tard anomenada Ballet Rambert), i al London Ballet d'Antony Tudor.
De Mille va començar el 1939 la seva associació amb el American Ballet Theatre (aleshores anomenat Ballet Theatre), però la seva primera obra significativa, Rodeo (1942) amb partitura del compositor Aaron Copland, va ser escenificada pel Ballet Rus de Montecarlo. Malgrat que de Mille va continuar creant coreografies fins gairebé la seva mort —el seu darrer ballet, The Other, va ser completat el 1992— la majoria de les seves obres més tardanes són fora del repertori regular de ballet. A més de Rodeo, dues altres coreografies seves són representades regularment: Three Virgins and a Devil (1934), adaptada d'un conte de Giovanni Boccaccio, i Fall River Legend (1948), basada en la vida de Lizzie Borden.
Després de l'èxit de Rodeo, de Mille va ser contractada per a coreografiar el musical Oklahoma! (1943). El ballet final de quinze minuts, en què els ballarins Marc Platt, Katherine Sergava i George Church van doblar als actors més destacats, va integrar amb èxit la dansa en la trama musical. En lloc de funcionar com un interludi o un divertimento, el ballet va proporcionar idees clau sobre els problemes emocionals de l'heroïna de l'obra. De Mille va continuar coreografiant una dotzena d'altres musicals, entre els quals destaquen Bloomer Girl (1944), Carousel (1945), Brigadoon (1947, per la qual va ser co-destinatària del Premi Tony a la millor coreografia), Gentlemen Prefer Blondes (1949), Paint Your Wagon (1951), The Girl in Pink Tights (1954), Goldilocks (1957) i 110 in the Shade (1963).
L'èxit d'Agnes de Mille a Broadway no es va traduir en èxit a Hollywood. La seva col·laboració més significativa va ser l'adaptació d'Oklahoma! (1955), però no li van oferir la possibilitat d'adaptar les seves coreografies en les pel·lícules Brigadoon (1954) ni Carousel (1956). No obstant això, els seus dos programes especials per a la sèrie Òmnibus de televisió, titulats The Art of Ballet i The Art of Choreography (tots dos emesos el 1956), van ser immediatament reconeguts com a intents remarcables de divulgació de la dansa al gran públic.
Durant la seva presidència, John F. Kennedy va nomenar de Mille com a membre del National Advisory Committee on the Arts, el predecessor del National Endowment for the Arts, pel qual va ser nomenat membre pel president Lyndon B. Johnson.
El seu afecte per les actuacions dels actors va jugar un rol molt important en la seva coreografia. De Mille va revolucionar el teatre musical en crear una coreografia que no només transporta les emocions dels personatges sinó que a més ajuda a realçar la trama. La seva coreografia, com a reflex de la seva consciència d'actriu, va reflectir l'angoixa i l'agitació dels personatges en lloc de centrar-se només en la tècnica física del ballarí.
De Mille va treballar regularment amb un nucli de reconeguts ballarins, incloent-hi Virginia Bosler, Gemze de Lappe, Lidija Franklin, Jean Houloose, Dania Krupska, Bambi Linn, Joan McCracken, James Mitchell, Mavis Ray i, al American Ballet Theatre, Sallie Wilson. Krupska, Mitchell, i Ray van fer també de coreògrafs ajudants de De Mille, mentre que Lappe va assumir un rol més actiu per conservar el treball de De Mille.
En 1973, de Mille va fundar la companyia l'Agnes de Mille Dance Theatre, temps més tard refundada amb el títol d'Heritage Dance Theatre.
De Mille va donar moltes conferències als EUA en defensa de la dansa. Va parlar davant el Congrés tres vegades, una al Senat, un cop a la Cambra de Representants, i un cop al Comitè per a la Recerca Mèdica.
Va ser entrevistada en documentals televisius de la sèrie Hollywood: A Celebration of the American Silent Film (1980), on va parlar principalment de l'obra del seu oncle Cecil B. DeMille.
En l'actualitat, els únics exemples comercials disponibles de la coreografia d'Agnes de Mille són les parts un i dos de Rodeo de l'American Ballet Theatre, Fall River Legend (filmat el 1989 pel Dance Theatre of Harlem) i Oklahoma!

## Obra literària
El llibre de memòries d'Agnes de Mille de 1951, Dance to the Piper, va ser traduït a cinc idiomes. Va ser reeditat en 2015 per l'editorial New York Review Books.
De Mille va ser amiga durant molt temps de la llegenda de la dansa moderna Martha Graham. De Mille va publicar el 1992 el llibre Martha: The Life and Work of Martha Graham, una biografia de Graham en la qual de Mille va treballar al llarg de més de trenta anys.
Després de patir un vessament cerebral quasi fatal, va escriure cinc llibres: Reprieve (Indult, on va descriure la seva experiència), Who Was Henry George?, Where the Wings Grow, America Dances, Portrait Gallery, i l'esmentada Martha: The Life and Work of Martha Graham. Altres llibres seus van ser And Promenade Home, To a Young Dancer, The Book of Dance, Lizzie Borden: Dance of Death, Dance in America, Russian Journals, i Speak to Me, Dance with Me.

## Vida personal
De Mille es va casar amb Walter Prude el 14 de juny de 1943, i van tenir un fill, Jonathan, nascut el 1946. Jonathan Prude de Mille va fundat la De Mille Production després de la mort de la seva mare, per promoure la posada en escena de les obres coreogràfiques de la seva mare.
Els seus hobbies incloïen el col·leccionisme de peces de porcellana fina i la investigació sobre la història de la roba, un tema en què ella era experta.
Agnes de Mille va patir un vessament cerebral en escena el 1975, però es va recuperar. Va morir el 1993 després d'un segon vessament ocorregut en el seu apartament de Greenwich Village.

## Guardons
Agnes De Mille va entrar al American Theater Hall of Fame el 1973. Altres guardons rebuts per de Mille inclouen el Premi Tony a la Millor Coreografia per Brigadoon (1947), el Handel Medallion pels seus assoliments en les arts (1976), un honor del Kennedy Centre (1980), un Premi Emmy pel seu treball en The Indomitable de Mille (1980), el Drama Desk Special Award (1986) i, el 1986, se li va ser atorgar la Medalla Nacional de les Arts. De Mille va rebre també diverses distincions honoràries d'instituts i universitats.